# Riambau de Corbera
Riambau de Corbera (?, Barcelona - 1354, l'Alguer, Sardenya), militar i darrer governador general de Sardenya (1348-54).
Riambau de Corbera era fill dels senyors del Far, del Vallès. Fou bandejat de Barcelona pels consellers, acusat d'haver-los injuriat, però el 1334, el rei Pere IV el Cerimoniós li atorgà l'absolució plena de les causes pendents. Prengué part a favor del rei Pere en la seva lluita contra Jaume III de Mallorca amb l'objectiu de reintegrar els territoris de la Corona de Mallorca a la Corona d'Aragó. El 1344, durant la campanya del Rosselló, fou capità de Canet. El 1347 fou destinat a Sardenya com a governador interí i passà a ser-ne titular l'any següent. Lluità activament contra la rebel·lió dels d'Oria. El 1349 reforçà amb les seves tropes les del governador de Mallorca, Gilabert de Centelles, per fer front al desembarcament de tropes de Jaume III de Mallorca que intentava recuperar el Regne de Mallorca. Les seves naus evitaren l'atac marítim de les embarcacions de Jaume III de Mallorca al port de Portopí el 21 d'octubre. El vencé en la batalla de Llucmajor el 25 d'octubre de 1349 on Jaume III morí decapitat. En recompensa, el rei Pere li concedí el 1350 les possessions de Collsabadell i de Sant Joan Sanata, al Vallès.
A Sardenya, en 1352 ocupà Monteleone i com a governador de Sàsser continuà la seva lluita contra els rebels: els d'Oria i després els mateixos Arborea, que s'aliaren amb aquells. Morí durant el setge de l'Alguer, on es resistia Marià IV d'Arborea.